# Josie Knight
Josie Isobel Knight (Dingle, Irlanda, 24 de noviembre de 1997) es una deportista británica que compite en ciclismo en las modalidades de pista y ruta.
Participó en dos Juegos Olímpicos de Verano, obteniendo dos medallas en la prueba de persecución por equipos, plata en Tokio 2020 (junto con Katie Archibald, Laura Kenny y Neah Evans) y bronce en París 2024 (con Elinor Barker, Anna Morris y Jessica Roberts).
Ganó cinco medallas en el Campeonato Mundial de Ciclismo entre los años 2021 y 2024, y cinco medallas en el Campeonato Europeo de Ciclismo en Pista entre los años 2020 y 2024. En los Juegos Europeos de Minsk 2019 obtuvo una medalla de plata en la prueba de persecución por equipos.

## Medallero internacional
| Juegos Olímpicos   | Juegos Olímpicos         | Juegos Olímpicos  | Juegos Olímpicos        |
| Año                | Lugar                    | Medalla           | Competición             |
| ------------------ | ------------------------ | ----------------- | ----------------------- |
| 2020               | Tokio (Japón)            | Medalla de plata  | Persecución por equipos |
| 2024               | París (Francia)          | Medalla de bronce | Persecución por equipos |
| Campeonato Mundial |                          |                   |                         |
| Año                | Lugar                    | Medalla           | Competición             |
| 2021               | Roubaix (Francia)        | Medalla de bronce | Persecución por equipos |
| 2022               | Saint-Quentin (Francia)  | Medalla de plata  | Persecución por equipos |
| 2022               | Saint-Quentin (Francia)  | Medalla de bronce | Persecución individual  |
| 2023               | Glasgow (Reino Unido)    | Medalla de oro    | Persecución por equipos |
| 2024               | Ballerup (Dinamarca)     | Medalla de oro    | Persecución por equipos |
| Juegos Europeos    |                          |                   |                         |
| Año                | Lugar                    | Medalla           | Competición             |
| 2019               | Minsk (Bielorrusia)      | Medalla de plata  | Persecución por equipos |
| Campeonato Europeo |                          |                   |                         |
| Año                | Lugar                    | Medalla           | Competición             |
| 2020               | Plovdiv (Bulgaria)       | Medalla de oro    | Persecución por equipos |
| 2023               | Grenchen (Suiza)         | Medalla de oro    | Persecución por equipos |
| 2023               | Grenchen (Suiza)         | Medalla de plata  | Persecución individual  |
| 2024               | Apeldoorn (Países Bajos) | Medalla de oro    | Persecución individual  |
| 2024               | Apeldoorn (Países Bajos) | Medalla de plata  | Persecución por equipos |